# Mégès
Mégès ou Mège est un des personnages légendaires de l'Iliade.
Fils de Phylée, petit-fils d'Augias et roi d'Elide, il a participé à la guerre de Troie en tant qu'Achéen.
Un satellite naturel a été nommé d'après lui.